# Éosinophile
On appelle éosinophile un constituant cellulaire qui a une affinité pour l’éosine, cette dernière étant un type de pigment rouge-vif découvert par Heinrich Caro en 1874.

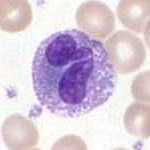
Granulocyte éosinophile.

Les granulocytes éosinophiles (ou plus simplement éosinophiles) sont une catégorie de granulocytes. Les éosinophiles furent découverts par Paul Ehrlich, qui les mentionna pour la première fois en 1879.
En chimie biologique, l'éosinophilie désigne l'affinité pour l'éosine ; alors que l'acidophilie concerne l'affinité pour d'autres réactifs colorants acides. Les deux termes sont parfois utilisés comme synonymes.
En biologie médicale, l'éosinophilie est la numération de granulocytes éosinophiles dans le sang. L'hyperéosinophilie se définissant, par convention, par un nombre supérieur à 500 par mm3. Les deux termes sont souvent employés l'un pour l'autre.